# 横井義雄
横井 義雄（よこい よしお）は、元TBSテレビ所属のカメラマン、テレビプロデューサー。
早稲田大学卒業。1979年に『3年B組金八先生』に撮影技術として参加。TBSテレビ『JNN報道特集』の撮影のためにベニグノ・アキノ・ジュニアに同行し、暗殺の瞬間を撮影した。その時の放送、「アキノ白昼の暗殺」は『JNN報道特集』で特別番組として放送され、1984年度日本新聞協会賞を受賞した。
石橋宙太名義で、ファンタジー小説、童話、俳句を執筆する。